# Феонова, Вера Борисовна
Вера Борисовна Феонова (род. 25 июня 1940, Москва — 5 июня 2003, село Юдино, Одинцовский район, Московская область, Россия) — советский и российский тюрколог, переводчица

 турецкой литературы.

## Биография
Закончила историческое отделение Института восточных языков (с 1972 года — институт стран Азии и Африки при МГУ) в 1967 г. В 1966—1992 годах — консультант по литературам Турции, Афганистана и Ирана в Иностранной комиссии Союза писателей СССР.
Член Союза писателей Москвы.

## Творчество
Переводила прозу и драматургию. В её переводах опубликованы такие авторы, как Азиз Несин, Орхан Памук, Сабахаттин Али, Октай Акбал, Бекир Йылдыз и др.

## Избранные переводы
- Азиз Несин. Король футбола. Роман. Перевод с турецкого В. Б. Феоновой и А. Сверчевской // Избранные произведения, М., Художественная литература, 1985.
- Заки Валиди Тоган. Воспоминания. Борьба мусульман Туркестана и других восточных тюрок за национальное существование и культуру. Перевод с турецкого В. Б. Феоновой. М., 1997. 650 с.
- Орхан Памук. Черная книга. Роман. Перевод с турецкого В. Б. Феоновой. Журнал «Иностранная литература», 1999, № 6.
- Орхан Памук. Меня зовут Красный. Роман. Перевод с турецкого В. Б. Феоновой. Журнал «Иностранная литература», 2001, № 9.
- Орхан Памук. Белая крепость. Роман. Перевод с турецкого В. Б. Феоновой. Публикация Т. Е. Михайловой-Могильницкой. Журнал «Иностранная литература», 2004, № 3.
- История османского государства, общества и цивилизации в 2 т. под ред. Э. Ихсаноглу; перевод с турецкого В. Б. Феоновой, ред. М. Мейера. М., 2006.